# 筒井あずみ
筒井 あずみ（つつい あずみ、1995年5月5日 - ）は、日本のフリーアナウンサー。

## 来歴
愛知県生まれ。中学時代までは北海道、愛知、東京で育ち、その後北海道札幌市に戻る。北海道札幌西高等学校、小樽商科大学商学部卒業。
大学を卒業後、2018年3月にNHK鹿児島放送局の契約リポーターになる。
2019年9月をもってNHKとの契約を終了し、同年10月に福岡放送の契約アナウンサーになる。
2022年5月末に、福岡放送を退社を発表。 
関西アナウンススクールに所属し、フリーアナウンサーやアナウンス講師として活動中。
北海道観光応援隊。

## 人物
- 2022年4月から福岡放送契約アナウンサーとなった桐生阿由子とは同郷でありかつ、同じ高校・大学である為、先輩後輩の関係であり、親交がある。
- 好きなもの:コーヒー（飲むのも、いれるのも）、アニメ鑑賞、野球観戦、テーマパークのショー
- 私生活では、2022年7月にかねてよりお付き合いのある一般男性と結婚した事を報告した[2]。
- 現在所属中の関西アナウンススクールは、学生時代に通っていた母校でもある。

## 過去の出演番組
- 情報WAVEかごしま「びっクリ旅が参ります」（NHK鹿児島放送局）[7]
- にっぽん ぐるり かごスピ「めざせ日本一！鹿児島茶最前線」（NHK鹿児島放送局、2019年6月27日）
- めんたいワイド（福岡放送）
- NNNストレイトニュース ローカルパート（福岡放送）